# Cheikhou Dieng
Cheikhou Dieng (* 23. November 1993 in Thiès) ist ein senegalesischer Fußballspieler.

## Karriere

### Verein
Dieng begann seine Karriere bei Ndar Guedj. Zur Saison 2012 wechselte er nach Norwegen zum Zweitligisten Sandefjord Fotball. Sein Debüt in der 1. Division gab er im April 2012, als er am vierten Spieltag jener Saison gegen den Strømmen IF in der 84. Minute für Martin Torp eingewechselt wurde. Im August 2012 erzielte er bei einem 3:0-Sieg gegen Tromsdalen UIL sein erstes Tor in der zweithöchsten norwegischen Spielklasse. In der Saison 2012 kam er insgesamt zu 23 Zweitligaeinsätzen, in denen er vier Tore erzielte. In der darauffolgenden Spielzeit erzielte er drei Tore in 26 Spielen. In der Saison 2014 wurde er mit Sandefjord Zweitligameister und stieg somit in die Tippeligaen auf. In der Aufstiegssaison machte er zwei Tore in 26 Einsätzen.
Nach dem Aufstieg debütierte Dieng im April 2015 gegen den FK Bodø/Glimt in der höchsten Spielklasse. Im selben Monat erzielte er bei einer 2:1-Niederlage gegen Viking Stavanger sein erstes Tor in der Tippeligaen. Bis Saisonende kam er zu 27 Einsätzen, in denen er drei Tore erzielte. Sandefjord stieg allerdings als Tabellenletzter nach einer Spielzeit wieder in die 1. Division ab.
Daraufhin wechselte er im Januar 2016 nach Österreich zum Zweitligisten SKN St. Pölten, bei dem er einen bis Juni 2018 laufenden Vertrag erhielt. Für den SKN kam er bis Saisonende zu 17 Einsätzen in der zweiten Liga und erzielte dabei sechs Tore. Als Zweitligameister stieg er mit St. Pölten zu Saisonende in die Bundesliga auf.
Nach dem Aufstieg wechselte Dieng zur Saison 2016/17 in die Türkei zum Istanbul Başakşehir FK, bei dem er einen bis 2019 laufenden Vertrag unterschrieb. In Istanbul hatte er jedoch einen schweren Stand und kam, auch verletzungsbedingt, in seinem ersten halben Jahr nur zu einem Einsatz in der Süper Lig. Daher kehrte er im Januar 2017 kehrte er leihweise zum SKN St. Pölten zurück. Für die abstiegsgefährdeten Niederösterreicher kam er bis Saisonende zu 13 Bundesligaeinsätzen und erzielte ein Tor, als Vorletzter gelang dem SKN der Klassenerhalt. Nach dem Ende der Leihe kehrte er zunächst zu Başakşehir zurück.
Im August 2017 wurde er innerhalb der Türkei an den Zweitligisten MKE Ankaragücü weiterverliehen. In der Hauptstadt konnte er sich jedoch nicht durchsetzen und so wurde die Leihe nach acht Einsätzen in der TFF 1. Lig im Januar 2018 vorzeitig beendet. Daraufhin wurde er im Februar 2018 nach Serbien an den FK Spartak Subotica weiterverliehen. Auch in Subotica kam er nicht über die Rolle des Ergänzungsspielers hinaus und so kam er bis Saisonende zu acht Einsätzen in der SuperLiga, wobei er lediglich zwei Mal in der Startelf stand.
Im August 2018 kehrte er nach Österreich zurück und schloss sich leihweise dem Bundesligisten FC Wacker Innsbruck an. Bei den Tirolern war er auf den Flügeln gesetzt und absolvierte in der Saison 2018/19 26 Bundesligaspiele und erzielte dabei vier Tore. Mit Wacker stieg er am Saisonende aber aus der Bundesliga ab.
Nach dem Ende der Leihe wurde sein ausgelaufener Vertrag bei Başakşehir nicht mehr verlängert und so verließ er den Verein nach vier Leihen endgültig. Nach einem halben Jahr ohne Verein wechselte er im Januar 2020 zum österreichischen Bundesligisten Wolfsberger AC, bei dem er einen bis Juni 2020 laufenden Vertrag erhielt. Für die Kärntner kam er bis zum Ende der Saison 2019/20 zu zwölf Bundesligaeinsätzen und erzielte dabei ein Tor. Mit dem WAC qualifizierte er sich zudem als Tabellendritter für die UEFA Europa League. Sein ausgelaufener Vertrag beim WAC wurde im Juli 2020 bis Juni 2022 verlängert. In der Saison 2020/21 kam er zu 21 Bundesligaeinsätzen, in denen er drei Tore erzielte. In der Europa League absolvierte Dieng für die Kärntner fünf Partien, ehe er mit dem Klub im Sechzehntelfinale an Tottenham Hotspur scheiterte. In der Saison 2021/22 kam Dieng bis zum 21. Spieltag zu 17 Einsätzen, in denen er erneut drei Tore machte.
Ende Februar 2022 verließ Dieng den WAC ein halbes Jahr vor seinem Vertragsende und wechselte nach Polen zu Zagłębie Lubin. Für Lubin kam er insgesamt zu 17 Einsätzen in der Ekstraklasa, ehe er seinen Vertrag beim Team im Juli 2023 auflöste. Nach einem halben Jahr ohne Klub kehrte er im Januar 2024 wieder nach Österreich zurück und schloss sich dem Zweitligisten DSV Leoben an. Bis Saisonende kam er zu 14 Einsätzen in der 2. Liga für Leoben, jedoch wurde den Steirern die Zulassung entzogen.
Daraufhin wechselte er im Juni 2024 nach Litauen zum amtierenden Meister FK Panevėžys.

### Nationalmannschaft
Mit der senegalesischen U-23-Auswahl nahm er 2015 am Afrika-Cup teil. Beim Heimturnier belegte er mit dem Senegal den vierten Rang, Dieng kam in vier der fünf Spiele seines Landes zum Einsatz. Dadurch verfehlte er mit seinem Land um einen Platz die Qualifikation für die Olympischen Sommerspiele 2016.